# Amberana melanops
Amberana melanops är en insektsart som först beskrevs av Jacobi 1917.  Amberana melanops ingår i släktet Amberana och familjen spottstritar.
Artens utbredningsområde är Madagaskar. Inga underarter finns listade i Catalogue of Life.